# Mohamad Ali Dimaporo
Mohamad Ali Dimaporo (Binidayan, 15 juni 1918 - Quezon City, 21 april 2004) was een Filipijns politicus en krijgsheer. Dimaporo was gouverneur van zowel Lanao del Norte als Lanao del Sur, lid van het Filipijns Huis van Afgevaardigden, president van de Mindanao State University en een bondgenoot van voormalig president Ferdinand Marcos. Dimaporo was in zijn tijd een machtig en gevreesd persoon met bijnamen als "Marcos van Mindanao", "Opperbevelhebber van Mindanao" en de "Dolle hond van Mindanao".

## Biografie
Mohamad Ali Dimaporo werd geboren op 15 juni 1918 in de gemeente Binidayan als oudste uit een gezin van 5 jongens en drie meisjes. Zijn vader was sultan datu Dimaporo Marahom en zijn moeder Potri-Maamor Borngao. Zijn ouders leerde hij nooit kennen, want hij werd grootgebracht door zijn grootouders. Hij ging in 1928 eerst naar de lagere school in zijn geboortedorp en later naar de Camp Keithley Elementary School in Dansalan. Na school verdiende hij wat bij door in het weekend en in de vakanties fruit, betelpeperbladeren, zout en suiker te verkopen. Na afronding van zijn middelbareschoolopleiding aan de Lanao High School in Dansalan in 1938 begon hij aan een studie rechten aan de University of the Philippines. In deze periode was Ferdinand Marcos juist aan het afstuderen aan deze universiteit. In Dimaporo's tweede jaar werd Marcos gearresteerd op verdenking van de moord op de politieke tegenstander van zijn vader. Marcos werd veroordeeld, maar zou uiteindelijk in hoger beroep door het Filipijns hooggerechtshof worden vrijgesproken. Rond die tijd werd in alle haast het Filipijnse leger versterkt om een eventuele aanval van de Japanse strijdkrachten te kunnen weerstaan. Op 29 oktober 1941 werd Dimaporo opgeroepen. Hij werd als derde luitenant ingedeeld bij het Tiende Bataljon van de 101ste Infanterie Divisie. Zijn eenheid was in eerste instantie verantwoordelijk voor de verdediging van Davao. Na de val van Davao trokken ze zich terug naar de provincie Bukidnon. Later werd Dimaporo aide-de-camp van de Amerikaanse generaal Guy O. Fort. Van Fort kreeg hij de leiding over een door hem op te zetten bataljon met Maranao soldaten.